# Florakyrkan

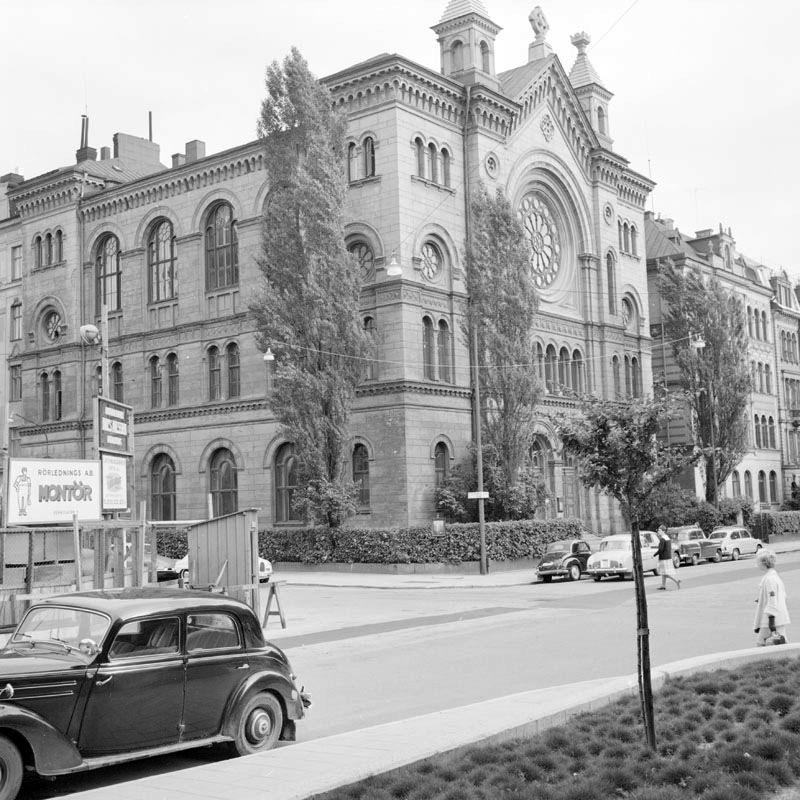
Kyrkan i korsningen Flora- och Östermalmsgatan, med fasaden mot Floragatan med rosettfönster, 1960

Florakyrkan, senare Betesdakyrkan, var en kyrka vid Floragatan 8 på Östermalm i Stockholm.

## Historik
Kyrkan i kvarteret Lönnen uppfördes 1882-1883 av byggmästaren Olof Knutsson Hellström efter ritning av Anders Gustaf Forsberg på uppdrag av ägaren grosshandlaren Johan Wilhelm Wallin och invigdes den 5 april 1885. Wallin låtit bygga den på egen bekostnad för den lilla församling, en utbrytning från baptisterna, som han bildat. Fasaden mot Floragatan dominerades av ett stort rosettfönster mellan två mindre torn. Kyrkan bestod av tre skepp, varav det mittersta var högre. Läktarna bars upp av järnpelare. Totalt rymde den nära 1400 personer.
Wallin skänkte 1909 hela fastigheten till Betesda Missionsförsamling, som tidigare hållit till i kyrkan på Smala gränd 5 (nuvarande Roseniuskyrkan) och kyrkan fick namnet Betesdakyrkan. Den restaurerades 1920 och fick dekorationer av Olle Hjortzberg. År 1962 förenades församlingen med Immanuelskyrkans församling. Kyrkan revs 1966.